# Nina Kinert
Nina Micaela Kinert, född 26 september 1983 i Stockholm, är en svensk singer/songwriter.
Kinerts musik var i början av hennes karriär en blandning country, blues, folkmusik och pop. Idag är det mer pop och synt- och trumbaserad musik.
Hennes första album, Heartbreaktown, släpptes 2004 av Sony Music. Debutalbumet följdes av EP:n Visitor (2005), samt albumen Let There Be Love (2005) och Pets & Friends (2008). Det sistnämnda gavs ut på det egna bolaget Another Records AB.
Under några år har hon turnerat med och körat på väninnan Ane Bruns skivor. Under våren 2009 var hon förband och backup på grammisvinnaren Anna Ternheims turné i Sverige. 
Numera turnerar hon i eget namn. Störst har framgångarna varit utanför hemlandet Sverige även om hon hos en smalare mer indie-orienterad publik är tämligen välkänd även i Sverige. I Nederländerna spelades hennes låt "Beast" ofta i radio under 2008.
Skivan Red Leader Dream (2010) skiljer sig från de tidigare genom ett större uttryck. Den är också helt egenproducerad till skillnad från de tidigare. Temat är ett rymdepos - inspirerat av Star Wars-serien. 

## Diskografi

### Album
- Heartbreaktown (2004)
- Let There Be Love (2005)
- Pets & Friends (2008)
- Red Leader Dream (2010)
- On Ice (2015)
- Romantic (2018)
- Chorals (2024)
- Religious (2024)

### EP
- Visitor (2005)
- In Twos (2018)